# Shelley Duvall
Shelley Alexis Duvall (Houston, 7 de julho de 1949 - Blanco, 11 de julho de 2024) foi uma atriz norte-americana conhecida por ter estrelado filmes como O Iluminado (1980) e Popeye (1980) e por ter produzido, apresentado e atuado no programa infantil Teatro dos Contos de Fadas (1982–87).

## Carreira

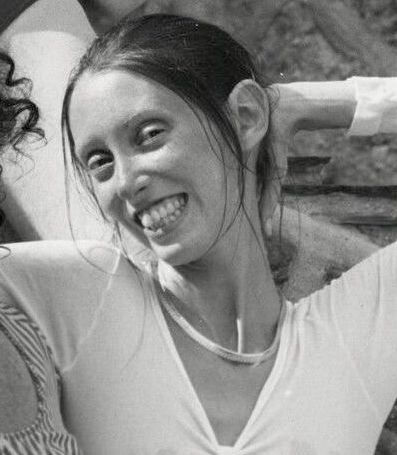
Shelley Duvall 1975

Iniciou sua carreira na década de 1970, interpretando personagens estranhas e excêntricas nos filmes de Robert Altman, e mais tarde acabou estrelando filmes de Woody Allen, Stanley Kubrick, Terry Gilliam e Tim Burton. Entre 1982 e 1987 desenvolveu e atuou em uma série de televisão chamada Faerie Tale Theatre (na qual um conto de fadas diferente era exibido em cada episódio, reunindo um elenco estelar).
Em 1977, ela recebeu o prêmio de Melhor Atriz no Festival de Cannes por seu trabalho em 3 Mulheres (dividido com Monique Mercure, por J.A. Martin photographe).
A atriz aposentou-se em 2002, passando a residir no interior do Texas. Ela vivia reclusa do público devido ao seu estado de saúde mental debilitado. Em 2016, o USA Today informou que ela parecia estar sofrendo de uma doença mental. Após uma ausência de 20 anos, foi anunciado em outubro de 2022 que Duvall atuaria em The Forest Hills, um filme independente de terror e suspense dirigido e escrito por Scott Goldberg.

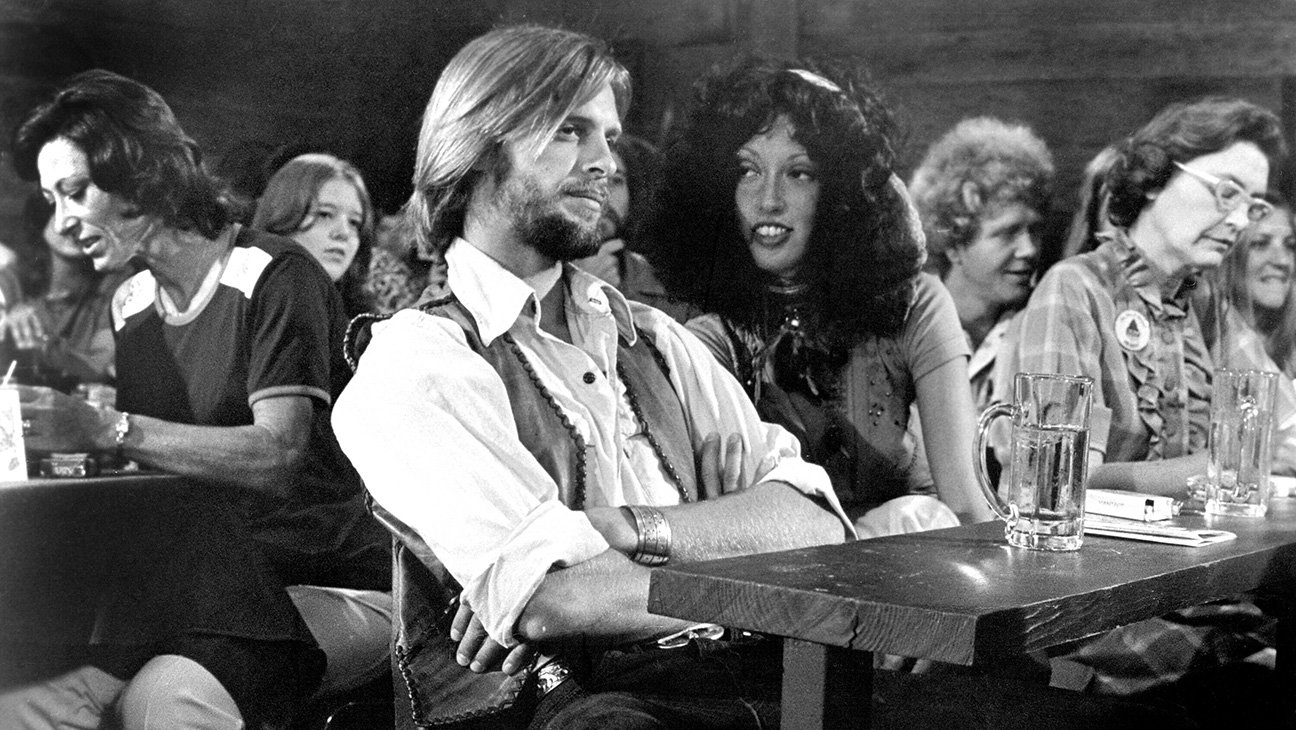
Keith Carradine e Shelley Duvall - Nashville

Shelley Duvall morreu em 11 de julho de 2024, em Blanco, no Texas aos 75 anos, por complicações relacionadas com a diabetes.

## Filmografia

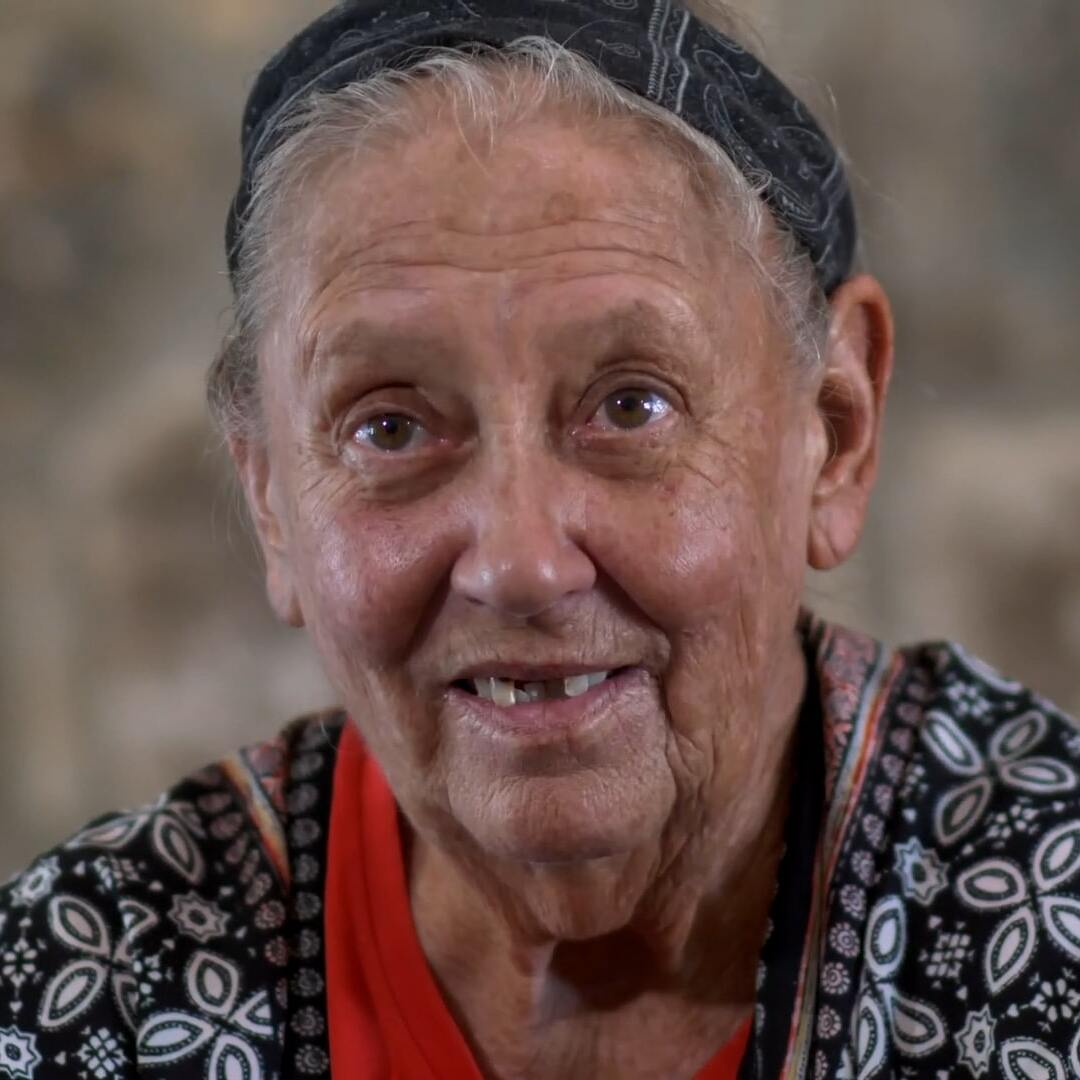
Duvall em um trailer promocional de The Forest Hills (2023), seu último papel

### Cinema
| Ano  | Filme                                                          | Papel              | Notas                        |
| ---- | -------------------------------------------------------------- | ------------------ | ---------------------------- |
| 2023 | The Forest Hills                                               | Mãe de Rico        |                              |
| 2002 | Manna from Heaven                                              | Detetive Dubrinski |                              |
| 2000 | Dreams in the Attic                                            | Nellie             |                              |
| 2000 | Boltneck                                                       | Sra. Stein         |                              |
| 1999 | The 4th floor                                                  | Martha Stewart     |                              |
| 1998 | Home Fries                                                     | Sra. Jackson       |                              |
| 1998 | Casper Meets Wendy                                             | Gabby              | Lançado diretamente em vídeo |
| 1998 | Tale of the Mummy                                              | Edith Butros       |                              |
| 1997 | Changing Habits                                                | Irmã Agatha        |                              |
| 1997 | My Teacher Ate My Homework                                     | Sra. Fink          |                              |
| 1997 | RocketMan                                                      | Sra. Randall       | Não-creditada                |
| 1997 | Twilight of the Ice Nymphs                                     | Amelia Glahn       |                              |
| 1996 | The Portrait of a Lady                                         | Condessa Gemini    |                              |
| 1995 | The Underneath                                                 | Enfermeira         |                              |
| 1992 | Shelley Duvall's Bedtime Stories                               |                    |                              |
| 1991 | Suburban Commando                                              | Jenny Wilcox       |                              |
| 1987 | Roxanne                                                        | Dixie              |                              |
| 1984 | Frankenweenie                                                  | Susan Frankenstein |                              |
| 1984 | Terror in the Aisles                                           |                    | Foto de arquivo              |
| 1981 | Time Bandits                                                   |                    |                              |
| 1980 | Popeye                                                         | Olívia Palito      |                              |
| 1980 | The Shining                                                    | Wendy Torrance     |                              |
| 1977 | 3 Women                                                        | Millie Lammoreaux  |                              |
| 1977 | Annie Hall                                                     | Pam                |                              |
| 1976 | Buffalo Bill and the Indians, or Sitting Bull's History Lesson | Frances Cleveland  |                              |
| 1975 | Nashville                                                      | L. A. Joan         |                              |
| 1974 | Thieves Like Us                                                | Keechie            |                              |
| 1971 | McCabe & Mrs. Miller                                           | Ida Coyle          |                              |
| 1970 | Brewster McCloud                                               | Suzanne Davis      |                              |

### Televisão
| Ano  | Título                      | Papel                          | Notas       |
| ---- | --------------------------- | ------------------------------ | ----------- |
| 1997 | Alone                       |                                |             |
| 1991 | Frogs!                      |                                |             |
| 1990 | Mother Goose Rock 'n' Rhyme |                                |             |
| 1987 | Frog                        |                                |             |
| 1984 | Booker                      |                                |             |
| 1982 | Faerie Tale Theatre         | Ela mesma / Várias personagens | (1982–1987) |
| 1976 | Bernice Bobs Her Hair       |                                |             |